# (8601) Ciconia
(8601) Ciconia ist ein Asteroid des äußeren Hauptgürtels, der am 30. September 1973 von dem niederländischen Astronomenehepaar Cornelis Johannes van Houten und Ingrid van Houten-Groeneveld entdeckt wurde. Die Entdeckung geschah im Rahmen der 2. Trojaner-Durchmusterung, bei der von Tom Gehrels mit dem 120-cm-Oschin-Schmidt-Teleskop des Palomar-Observatoriums aufgenommene Feldplatten an der Universität Leiden durchmustert wurden, 13 Jahre nach Beginn des Palomar-Leiden-Surveys.
Der Asteroid gehört zur Hygiea-Familie, einer eher älteren Gruppe von Asteroiden, wie vermutet wird, deren größtes Mitglied der Asteroid (10) Hygiea ist. Die zeitlosen (nichtoskulierenden) Bahnelemente von (8601) Ciconia sind fast identisch mit denjenigen von neun kleineren, wenn man von der Absoluten Helligkeit von 14,9, 14,7, 15,2, 14,9, 15,4, 15,7, 15,4, 16,1 und 15,6 gegenüber 13,5 ausgeht, Asteroiden: (113279) 2002 RN159, (119025) 2001 BG30, (157009) 2003 QW18, (159526) 2001 FB121, (214487) Baranivka, (247424) 2002 CD288, (275167) 2009 WW15, (331276) 2011 CO90 und (340672) 2006 RJ42.
(8601) Ciconia ist nach dem Weißstorch benannt, dessen wissenschaftlicher Name Ciconia ciconia lautet. Zum Zeitpunkt der Benennung des Asteroiden am 2. Februar 1999 befand sich der Weißstorch auf der niederländischen und europäischen Roten Liste gefährdeter Vögel.